# Zsubori Ervin
Zsubori Ervin (Kiskőrös, 1961. október 22. –) magyar közgazdász, a Forbes magazin munkatársa. Infografikus, szerkesztő, prezentációkészítő, művészetszervező. Az Arnolfini Archívum alkotócsoport társalapítója. Az Arnolfini Szalon esszéportál alapító szerkesztője. Elektrografikus, az Árnyékkötők Alkotócsoport társalapítója. Szigetszentmiklóson él.

## Családja
Felesége Horváth Ira, két gyermekük van. 

## Életpályája
1985-ben szerzett okleveles közgazda képesítést a  Marx Károly Közgazdaságtudományi Egyetem, Ipari tervező-szervező és Szociológia szakán. Újságírói tanulmányait 1987-ben a Bálint György Újságírói Iskolában végezte a művelődéspolitikai szakon. Pályakezdő újságíróként közgazdász egyetemi lapnál dolgozott 1985-1987 között. 1987 és 1991 között a Magyar Nemzet napilap gazdasági rovatának újságírója volt. 1991 és 2011 között a Figyelő üzleti-gazdasági hetilap újságírója, rovatvezetője, majd 1992 és 2011 között vezetőszerkesztője volt. 2012-ben az InfoTandem infografikai projekt vezetőszerkesztője, társalapítója lett. 2015 óta a Forbes magyarországi magazinjának korrektoraként dolgozik.

## Egyéni kiállításai
- 1991 • Az ismeretlen város, Vasas Galéria, Budapest
- 1992 • Szárnyasoltár, Csokonai Művelődési Központ, Budapest
- 1994 • Tickets, Örökmozgó Mozi • Tickets, Városi Művelődési Központ, Kaposvár
- 2001 • A hiány árnyképei, Arnolfini Galéria, Szigetszentmiklós.

## Részvétele csoportos kiállításokon (válogatás)
Az Árnyékkötők Alkotócsoporttal
- 1996 • Egy kiállítás képei, Összpontosítás, Black-Black Galéria, Budapest
- 1998 • Shakespeare-adaptációk, Árnyékkötők co-media, Francia Intézet, Budapest
- 1999 • Shakespeare-adaptációk, Árnyékkötődések, Magyar Ház, Berlin
- 2001 • Sziget Galéria, Budapest

## Könyvei
- Állati Állati Ábécé címmel Tenke Istvánnal közös kötete 2009 novemberében jelent meg, az Artemisz Kiadó gondozásában.
- Géczi János - Zsubori Ervin: Haikuk és re-haikuk